# Utthita hasta padangustásana

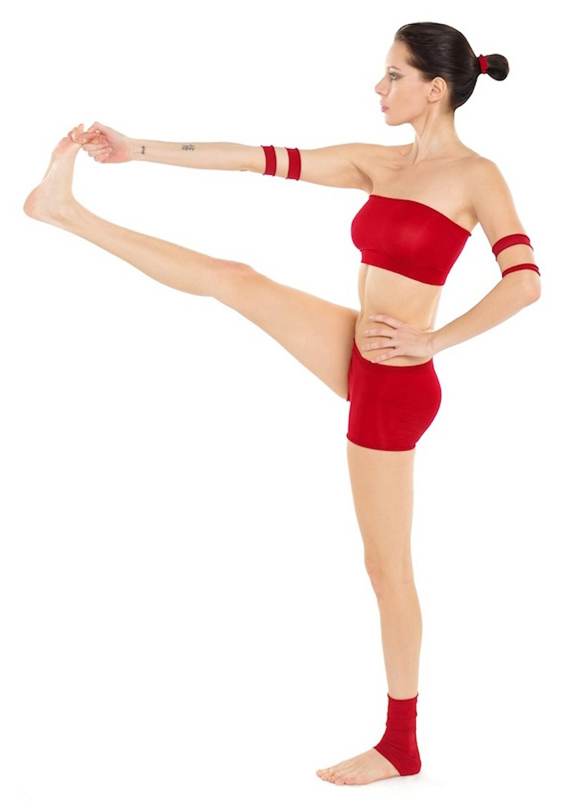
Utthita hasta padangustasana

Utthita hasta padangustasana  je jednou z ásan. 

## Etymologie
V Sanskritu Utthita znamená prodloužený/zvětšený, Hasta ruka, pada noha, angusta: palec a 'ásana' (आसन) posed.

## Postup
- vychází se ze stoje spatného, tj. Tadásana
- přednožít pravou nohu a pravou rukou uchopit palec pravé nohy, že ukazováček a prostředníček pravé ruky mezi palec a ukazováček nohy a zapadne palec nohy okolo prstů ruky, záda  rovná nebo variantně nohu vytočíme vpravo od těla
- provádíme na obě strany, kyčle musí být v jedné rovině, pravá kyčel zastrčená, kyčel nejde za nohou a boky nejsou šikmo
- lze trénovat v leže